# Волнат Гроув (Мисури)
Волнат Гроув (енгл. Walnut Grove) град је у америчкој савезној држави Мисури.

## Демографија
По попису из 2010. године број становника је 665, што је 35 (5,6%) становника више него 2000. године.
| Група             | 2000.       | 2010.       |
| Белци             | 609 (96,7%) | 644 (96,8%) |
| Афроамериканци    | 0 (0,0%)    | 1 (0,2%)    |
| Азијати           | 1 (0,2%)    | 0 (0,0%)    |
| Хиспаноамериканци | 3 (0,5%)    | 5 (0,8%)    |
| Укупно            | 630         | 665         |